# Fitch Group
Fitch Group, Fitch Rating o Fitch Inc es una corporación financiera cuyas divisiones incluyen Fitch Solutions, Fitch learning y BMI Research. Fitch Ratings es una agencia internacional de calificación crediticia de doble sede en Nueva York y Londres. Fue una de las tres NRSRO (Nationally Recognized Statistical Rating Organizations), designado por la Securities and Exchange Commission de EE. UU. en 1975, junto con Moody's y Standard & Poor's.

## Origen y propiedad empresarial
La firma fue fundada por John Knowles Fitch el 24 de diciembre de 1913 en Nueva York como Sociedad Fitch Publishing. Se combinó con IBCA Limited con sede en Londres, en diciembre de 1997, y es de propiedad mayoritaria de Fimalac, una sociedad holding francesa. En 2000 Fitch adquirió Duff & Phelps Credit Rating Co. (abril) y Thomson Financial BankWatch (diciembre) ambas con sede en Chicago. Fitch es el más pequeño de los "tres grandes" NRSROs, cubriendo una parte más limitada del mercado que S&P y Moody's.
Stephen W. Joynt es Consejero Delegado del Grupo Fitch. Joynt también es consejero delegado de Algorithmics, Inc. y director ejecutivo de Fitch Ratings.

## Calificaciones crediticias a largo plazo
Las calificaciones crediticias a largo plazo se asignan a una escala alfabética de 'AAA' a 'D', por primera vez introducida en 1924 y adoptada más tarde y con licencia de S&P. (Moody's también utiliza una escala similar, pero los nombres de las categorías son diferentes.) Al igual que S&P, Fitch también utiliza intermedia los modificadores +/- para cada categoría entre AA y CCC (por ejemplo, AA+, AA, AA-, A+, A, A-, BBB+, BBB, BBB-, etc)
Grado de inversión
- AAA: Las mejores empresas de calidad, fiables y estables.
- AA: Empresas de calidad, con un riesgo un poco más alto que el AAA.
- A: Empresas cuya situación económica puede afectar a las finanzas.
- BBB: Las empresas de mediana clase, que son satisfactorias al momento de ser calificadas.

Sin grado de inversión (también conocido como bono basura)
- BB: Más propensas a los cambios en la economía.
- B: Su Situación financiera varía notablemente.
- CCC: Actualmente vulnerables y dependientes de las condiciones económicas favorables para cumplir sus compromisos.
- CC: Muy vulnerables, bonos muy especulativos.
- C: Muy vulnerable, tal vez en quiebra o en mora, pero aún continúa pagando las obligaciones.
- D: Ha incumplido sus obligaciones y se considera que en general faltará en la mayoría de estas.
- NR: No calificada públicamente.

## Calificaciones crediticias a corto plazo
Calificaciones crediticias a corto plazo de Fitch indican el nivel potencial de incumplimiento en un plazo de 12 meses.
- F1 +: El mejor grado de calidad, lo que indica excepcional capacidad del deudor para cumplir con sus compromisos financieros
- F1: El mejor grado de calidad, lo que indica una fuerte capacidad del deudor para cumplir con sus compromisos financieros
- F2: Grado de buena calidad con la capacidad satisfactoria del deudor para cumplir con sus compromisos financieros
- F3: Grado de calidad razonable con la capacidad adecuada del deudor para cumplir con sus compromisos financieros, pero las condiciones adversas a corto plazo podrían afectar los compromisos del deudor
- B: De carácter especulativo y el deudor tiene una capacidad mínima para cumplir el compromiso y vulnerabilidad a corto plazo de los cambios adversos en las condiciones financieras y económicas
- C: La posibilidad de impago es alto y el compromiso financiero del deudor dependen de condiciones empresariales y económicos favorables
- D: El deudor está en Suspensión de pagos, ya que ha fracasado en sus compromisos financieros.

## Crítica
Las agencias de calificación crediticia como Fitch Ratings, han sido objeto de críticas en la estela de grandes pérdidas en el mercado de obligaciones de deuda colateralizadas (collateralized debt obligation o CDO) que se produjeron, a pesar de ser asignada la máxima calificación por las agencias. Sin embargo, a diferencia de los demás organismos, Fitch ha advertido al mercado sobre las "Constant proportion debt obligations" o CPDO con un informe antes de la crisis sobre los peligros de los CPDO.

## Fitch Solutions
En 2008, con el fin de sacar provecho de los productos y servicios y aumentar la independencia de la agencia de calificación, una nueva división del grupo Fitch fue creado, Fitch Solutions. Las actividades incluyen la de valoración de acuerdos (a diferencia de calificación crediticia), los datos, investigación y servicios de formación interna y externa.